# Pierre Peters-Arnolds
Pierre Peters-Arnolds (* 22. März 1957 in Berlin-Schöneberg) ist ein deutscher Schauspieler, Synchronsprecher, Dialogbuchautor und Synchronregisseur.

## Leben
Peters-Arnolds wurde als Sohn des Schauspielers Henri Peters-Arnolds in Berlin geboren und wuchs dort auch auf. Mutter Clarissa war Opernsängerin. Am Ende ihrer Karriere wurde sie auch Souffleuse. Im Alter von sechs Jahren stand Peters-Arnolds erstmals auf der Bühne im Berliner Schlosspark Theater. Mit zwölf Jahren synchronisierte er die Rolle des Fred McLean (Johnny Crawford) in der Westernserie Westlich von Santa Fé. Nach seiner staatlichen Schauspielprüfung zum Diplomschauspieler war Peters-Arnolds fünf Jahre am Schillertheater engagiert. 1982 zog er nach München, wo sich sein beruflicher Schwerpunkt bald auf die Synchronisation verlagerte.
Als Synchronsprecher lieh er seine Stimme zum Beispiel Kevin Bacon (in American Diner und Tremors), Kyle MacLachlan (Blue Velvet, Desperate Housewives), Alec Baldwin (Beetlejuice) oder Gary Oldman (als Sirius Black in den Harry-Potter-Filmen), da Oldmans Standardstimme Udo Schenk dort bereits Ralph Fiennes (als Lord Voldemord) sprach. In Serien hörte man ihn u. a. für William R. Moses als Cole Gioberti in Falcon Crest, für Jeff Fahey in der Hauptrolle von Der Marshal oder als Synchronstimme von John Dye in Ein Hauch von Himmel.
Seit 1985 ist Peters-Arnolds auch als Dialogbuchautor und Synchronregisseur tätig, so zum Beispiel für James Bond 007 – Der Hauch des Todes oder Mississippi Burning. Im Jahr 1990 gründete er mit einem Partner die Neue Tonfilm München, aus der er 1995 wieder ausschied und mit der PPA Film sein eigenes Synchronunternehmen aufbaute. Zu den bekanntesten von der PPA Film synchronisierten über 300 fremdsprachigen Filme zählten Men in Black, U-Turn, Stuart Little, Ritter aus Leidenschaft, Der Schneider von Panama, Resident Evil, Lost in Translation, Wüstenblume und Die Legende des Zorro. Darüber hinaus führte das Unternehmen auch über 100 Nachsynchronisationen von deutschsprachigen Film- und Fernsehproduktionen durch. Im Jahr 2013 stellte PPA Film den Betrieb ein und Pierre Peters-Arnolds zog wieder in seine Heimatstadt Berlin.
Pierre Peters-Arnolds ist Vater von drei Kindern: Philipp, Elena und Dominik. Seine Schwester Philine Peters-Arnolds ist ebenfalls als Schauspielerin und Synchronsprecherin tätig.

## Synchronrollen (Auswahl)
Steve Guttenberg
- 1985: Cocoon als Jack Bonner
- 1997: Zeus & Roxanne – Eine tierische Freundschaft als Terry Barnett
- 2015: Lavalantula – Angriff der Feuerspinnen als Colton West

Gary Oldman
- 2004: Harry Potter und der Gefangene von Askaban als Sirius Black
- 2005: Harry Potter und der Feuerkelch als Sirius Black
- 2007: Harry Potter und der Orden des Phönix als Sirius Black

Jeff Goldblum
- 2006: Man of the Year als Steward
- 2008: Ein Leben für ein Leben – Adam Resurrected als Adam Stein
- 2013: Le Weekend als Morgan

Kyle MacLachlan
- 1986: Blue Velvet als Jeffrey Beaumont
- 2006–2012: Desperate Housewives als Orson Hodge
- 2011, 2013–2014: How I Met Your Mother als Der Captain

Ben Kingsley
- 2022: Dalíland als Salvador Dalí
- 2023: A Great Place to Call Home als Milton Robinson

### Filme
- 1986: Für Aidan Quinn in Mission als Felipe Mendoza
- 1989: Für Adam Baldwin in Full Metal Jacket als Animal Mother
- 1996: Für John Cusack in City Hall als Kevin Calhoun
- 1998: Für Elias Koteas in Der Musterschüler als Archie
- 2008: Für Ned Bellamy in Twilight – Biss zum Morgengrauen als Waylon Forge
- 2009: Für Vincenzo Salemme in Ex als Filippo
- 2009: Für Peter Bartlett in Küss den Frosch als Lawrence
- 2015: Für Mikael Nyqvist in Colonia Dignidad – Es gibt kein Zurück als Paul Schäfer
- 2015: Für Michael Keaton in Minions als Walter Nelson
- 2018: Für John C. Reilly in Chaos im Netz als Randale-Ralph (englisch Wreck-It Ralph)
- 2020: Für Tim Treloar in Die fantastische Reise des Dr. Dolittle als Humphrey
- 2020: Für Bill Murray in On the Rocks als Felix
- 2021: Für Christian Clavier in Monsieur Claude und sein großes Fest als Claude Verneuil
- 2023: Für Richard Gere in Hochzeit auf Umwegen als Howard

### Serien
- 1969: Für Johnny Crawford in Westlich von Santa Fé als Fred McLean/Mark McCain
- 1983–1986: Für William R. Moses in Falcon Crest als Cole Gioberty
- 2003–2004: Für Garry Chalk in Transformers: Armada als Optimus Prime
- 2014–2023: Für John Wesley Shipp in The Flash als Henry Allen/Jay Garrick
- 2020: Für Saul Rubinek in Hunters als Murray Markowitz
- 2021, 2023: Für Michael Douglas in What If…? als Dr. Henry „Hank“ Pym/Yellowjacket
- 2022, 2025: Für Richard Dillane in Star Wars: Andor als Davo Sculdun

### Synchronbuch und Regie (Auswahl)
- 1987: James Bond 007 – Der Hauch des Todes
- 1988: Mississippi Burning – Die Wurzel des Hasses
- 1989: Der Rosenkrieg
- 1989: James Bond 007 – Lizenz zum Töten
- 1993: In the Line of Fire – Die zweite Chance
- 1995: Toy Story
- 1995: Während du schliefst
- 1997: Men In Black
- 1999: Toy Story 2
- 2002: Men in Black II
- 2002–2016: Resident Evil:
  - Genesis (2002)
  - Apocalypse (2004)
  - Extinction (2007)
  - Afterlife (2010)
  - Retribution (2012)
  - The Final Chapter (2016)
- 2003: Lost in Translation
- 2009: Wüstenblume
- 2009: Oben
- 2010: Toy Story 3
- 2012: Der Geschmack von Rost und Knochen
- 2013: Ritter Rost – Eisenhart und voll verbeult
- 2015: Ritter Trenk
- 2015: Colonia Dignidad – Es gibt kein Zurück
- 2017: Ritter Rost 2 – Das Schrottkomplott
- 2019: Leid und Herrlichkeit
- 2019: Die Wütenden – Les Misérables
- 2019: A Toy Story: Alles hört auf kein Kommando
- 2020: Pieces of a Woman
- 2020: The Trial of the Chicago 7
- 2021: Der perfekte Chef
- 2021: Frau im Dunkeln
- 2021: The Power Of The Dog
- 2021: Glück auf einer Skala von 1 bis 10
- 2023: Maestro